# 池田宗泰
池田 宗泰（いけだ むねやす）は、因幡鳥取藩の第4代藩主。幼名を長吉、のち世嗣となり勝五郎と改める。官位は従四位下、出羽守。

## 生涯
鳥取城で生まれる。母は中村孫助の娘・美那。享保16年（1731年）、第8代将軍徳川吉宗（第2代藩主池田綱清の母方の従兄弟にあたる）の面前で元服、吉宗と父・吉泰より偏諱を賜り宗泰と名乗る。従四位下を叙任する。元文4年（1739年）、父・吉泰の死去に伴い家督を相続する。この年、因幡・伯耆両国で増税に反対した領民による大規模な一揆「元文一揆」が起こった。このため、藩主就任早々、倹約令を出し藩財政の立て直しを計った。寛保3年（1743年）、正室・久姫と婚姻する。延享4年（1747年）8月21日に死去した。享年31。家督を2歳の長男・勝五郎（のちの重寛）が継いだ。法号は大廣院殿義山衍隆大居士。墓地は鳥取藩主池田家墓所。菩提寺は龍峯山興禅寺。

## 系譜
- 正室：桂香院（1726年 - 1800年） - 久姫、紀州藩主徳川宗直の五女
  - 長男：池田重寛（1746年 - 1783年）